# 千葉県道38号松戸停車場線
千葉県道38号松戸停車場線（ちばけんどう38ごう まつどていしゃじょうせん）は、千葉県松戸市本町の松戸駅前を起点とし、同じく松戸市本町の千葉県道5号松戸野田線との交点である「松戸駅入口」交差点を終点とする主要地方道である。

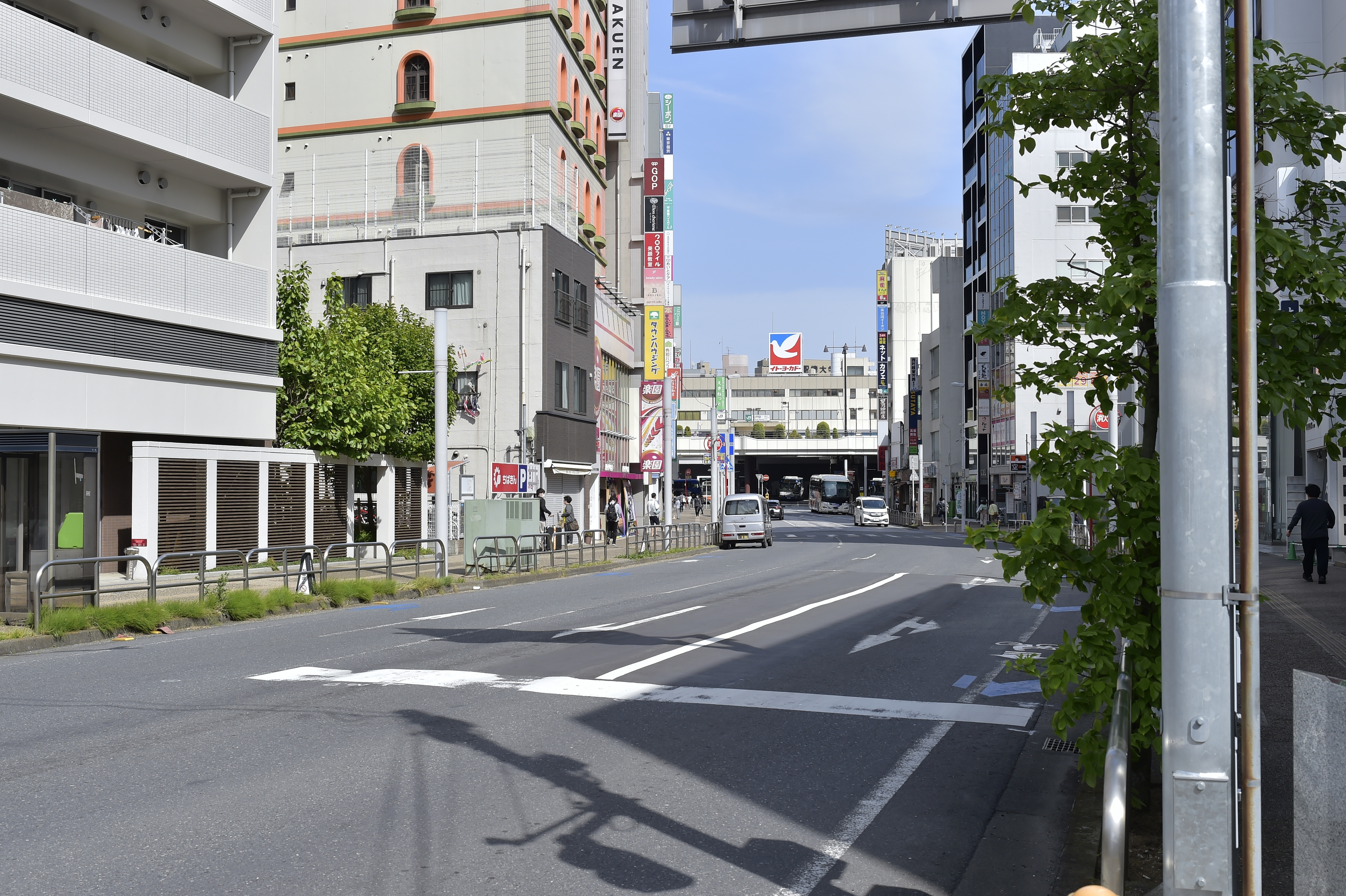
千葉県道38号松戸停車場線
松戸駅入口交差点より、最奥はJR松戸駅西口（2023年4月）

## 概要
- 起点：松戸市本町、松戸停車場（駅）西口
- 終点：松戸市本町、松戸駅入口交差点（流山街道）
- 実延長：150m[1]

## 通過する自治体
- 千葉県
  - 松戸市

## 接続するおもな道路
- 千葉県道5号松戸野田線（松戸市本町、「松戸駅入口」交差点、終点）

## 周辺施設
- 松戸駅 -  JR常磐快速線・JR常磐緩行線・京成松戸線
- アトレ松戸
- 松戸警察署松戸駅前交番